# Putrainez
Putrainez est une petite île Anglo-Normande située au sud-est de l'île de Herm.

## Toponymie
Le nom de l'île dériverait de l'ancien français pou(l)tre « poulain, pouliche », ou de poutrain « poulain, jeune cheval ».

## Géographie
Il s'agit d'un îlot rocheux inhabité, accessible à marée basse, situé à une trentaine de mètres de la côte sud-est de Herm, et à environ 300 mètres au sud de l'îlot de Caquorobert. Putrainez mesure environ 80 mètres de longueur.